# Хосе Миро Кардона
Хосе Миро Кардона (на испански: José Miró Cardona) е кубински политик. Той е бивш министър-председател на Куба в началото на 1959 г.

## Биография
Кардона е адвокат и професор в Университета на Хавана и се превръща в лидер в гражданската опозиция срещу президента Фулхенсио Батиста. Той вдъхновява студентите си да работят за Кубинската революция. След краткия си период като министър-председател на Куба, Кастро назначава Кардона за посланик в Испания през май 1960 г. Но до юли Кардона отхвърля политиката на Кастро, подава оставка от поста си и търси убежище в аржентинското посолство. Той влиза в САЩ като изгнаник през зимата на 1960 – 1961 г.

### Революционен съвет и нашествието в Залива на прасетата
В САЩ Кардона става ръководител на изгнаническата група Кубински революционен съвет, която се превръща в основен комитет в изгнание, работещ с администрацията на Джон Кенеди по подготовката за нахлуването в Залива на прасетата през 1961 г. Решено е Кардона да стане временен президент на Куба в зависимост от успеха на нашествието и след като изгнаниците спечелят „парче кубинска земя“. Кардона изготвя конституционна програма за икономическото и политическо бъдеще на Куба, за да насърчи кубинците да отхвърлят Кастро. Документът е счетен за твърде консервативен от длъжностни лица във Вашингтон, както и твърде "комунистически" от доминиращото дясно крило на кубинската изгнаническа общност. Въпреки това, Кардона приема поправките, предложени от Вашингтон, които са предназначени да се харесат на по-бедните селски прослойки в Куба.
С наближаването на крайния срок за предложената инвазия, Кардона става все по-разочарован от ЦРУ и липсата на комуникация между различните фракции. „Трябва да има някакъв военен план, за който не знам. Бих искал да знам за него за целите на координацията. Не искам да знам тези неща, но трябва да знам, за да направим нашите усилия ефективни“. Кардона е убеден, че американските сили ще подкрепят инвазията на кубинското изгнание, дори заявява пред други групи, че 10 000 американски войници са готови да помогнат. ЦРУ и администрацията на Кенеди многократно отричат, че САЩ са предложили открита военна подкрепа.
В навечерието на инвазията Кардона прави основното си обръщение:
На оръжие, кубинци! Трябва да победим или ще умрем задушени от робство. В името на Бог ви уверяваме, че след победата ще имаме мир, човешка солидарност, общо благополучие и абсолютно уважение към достойнството на всички кубинци без изключение. (Ню Йорк Таймс, 9 април 1961 г.).
Докато нахлуването се проваля, Кардона, чийто син се присъединява към бойците, обвинява ЦРУ за провала. Кардона заключава, че ЦРУ напълно е пренебрегнало съпротивителните групи в Куба, пренебрегнало е паравоенните групи, водени от Мануел Рей, и е подвело кубинските изгнаници относно ролята на американската армия в нападението.
По-късно той е професор по право в университета на Пуерто Рико в Рио Пиедрас.

### Семейство
Кардона е женен за Ернестина Тора и има две деца, Йоланда и Хосе Антонио Миро Тора, и седем внука - двама, родени от Йоланда (Йоланда де ла Лус и Серхио Лопес Миро), и пет с баща Хосе (Силвиана, Хосе, Патрисия, Наталия и Фернандо Миро Сантаела). Умира в Сан Хуан, Пуерто Рико на 10 август 1974 г.